# Fajã da Fonte do Nicolau
Encontra-se entre as Fajã dos Bodes e a Fajã dos Vimes.
Tem um nome que deriva da Fonte do Nicolau que jorra abundante água durante todo o ano. Fica na costa Sul da ilha de São Jorge, Concelho da Calheta (Açores) e pertence à freguesia da Ribeira Seca.
Antigamente existiam nesta fajã duas adegas, sete palheiros e uma casa de moradia. Hoje apenas resta uma adega, um palheiro e a casa.
Antigamente a cultura do inhame foi das mais importantes da fajã Actualmente cultiva-se mais a batata, a couve, o feijão, o milho, a abóbora e o alho, bem como a vinha, algumas árvores de fruto como a figueira, a bananeira e a nespereira.
O acesso é feito pela fajã dos Vimes.
A fajã da Fonte do Nicolau é conhecida apenas por Fonte do Nicolau ou Fontes.
Nesta fajã ainda existe um poço de baixa-mar que tem resistido ao tempo.
A pesca é abundante tanto de pedra, como de barco e o peixe está entre o mais variado da costa de São Jorge.